# Ga Samsan Gymnasium
Ga Samsan Gymnasium là một ga trên Tuyến số 7 của Tàu điện ngầm Seoul.

## Bố trí ga
| Sang-dong ↑  |
| \| N/B       |
| ↓ Gulpocheon |

| Hướng Bắc | ← ● Tuyến 7 Hướng đi Jangam     |
| Hướng Nam | → ● Tuyến 7 Hướng đi Seongnam → |

## Lối ra
- Lối ra 1: Sinmyeong Skyview Apt.
- Lối ra 2: Công viên Bugae
- Lối ra 3: Samsan World Gymnasium
- Lối ra 4: Samsan World Gymnasium
- Lối ra 5: Aiinsworld, Bucheon